# Зозулеподібні
Зозулеподібні (Cuculiformes) — ряд птахів, що традиційно складався з 3 родин:
- Туракові (Musophagidae)
- Гоацинові (Opisthocomidae)
- Зозулеві (Cuculidae)

Зараз усі три родини поміщають до власних однородинних рядів.